# ويليام لورنس سوليفان
ويليام لورنس سوليفان (بالإنجليزية: William Laurence Sullivan)‏ هو كاهن وقسيس أمريكي، ولد في 1872، وتوفي في 1935.